# تپه سانه‌گان
تپه سانه‌گان مربوط به دوره سلجوقیان است و در شهرستان فارسان، بخش مرکزی، فاصله ۱/۵ کیلومتری غرب فارسان شهر فارسان واقع شده و این اثر در تاریخ ۲۷ اسفند ۱۳۸۷ با شمارهٔ ثبت ۲۶۵۴۲ به‌عنوان یکی از آثار ملی ایران به ثبت رسیده است.